# Album pentru tineret
Albumul pentru Tineret (Album für die Jugend), Op. 68, a fost compus de Robert Schumann în 1848 pentru cele trei fiice. Albumul constă dintr-o colecție de 43 de lucrări scurte. Spre deosebire de Scene din Copilărie, acestea sunt potrivite pentru a fi cântate de copii sau începatori. Cea de-a doua parte, începând de la Nr. 19 (Kleine Romanze), este marcată Für Erwachsenere (Pentru adulți / pentru avansați) și conține piese mai dificile.

## Lis ta de piese
1. Melodieⓘ (Melodie), Do major
2. Soldatenmarsch (Marșul saldățesc), Sol major
3. Trällerliedchen (Fredonând), Do major
4. Ein Coral (Coral), Sol major
5. Stückchen (Piesă mica), Do major
6. Armes Waisenkind (Sărmanul orfan), La minor
7. Jägerliedchen (Cântec de vânătoare), Fa major
8. Wilder Reiter (Călărețul salbatic), La minor
9. Volksliedchen (Cântec popular), Re minor
10. Fröhlicher Landmann, von der Arbeit zurückkehrendⓘ (Țăranul vesel), Fa major
11. Sizilianisch (Siciliana), La minor
12. Knecht Ruprecht (Moș Niculae), La minor
13. Mai, lieber Mai (Măi iubite, măi), Mi major
14. Kleine Studie (Mic studiu), Sol major
15. Frühlingsgesang (Cântec de primăvară), Mi major
16. Erster Verlust (Prima durere), Mi minor
17. Kleiner Morgenwanderer (Plimbare de dimineață), La Major
18. Schnitterliedchen (Cântec de seceriș), Do major
19. Kleine Romanze (Mică romantă), La minor
20. Ländliches Lied (Cântec rustic), La Major
21. * * * (fără titlu), Do major (bazat pe Terțetul Inchisorii ("Euch werde Lohn in bessern Welten") din opera Fidelio de  Beethoven)
22. Rundgesang (Rondo), La major
23. Reiterstück (Călărețul), Re minor
24. Ernteliedchen (Cântec de recoltă), La major
25. Nachklänge aus dem Theater (Amintiri de la teatru), La minor
26. * * * (fără titlu), Fa major
27. Kanonisches Liedchen (Cântec in forma de canon), La minor
28. Erinnerung (4 noiembrie 1847) (Amintire), La major (data la care a murit Felix Mendelssohn)
29. Fremder Mann (Străinul), Re minor
30. * * * (fără titlu), Fa major
31. Kriegslied (Cântec războinic), Re major
32. Șeherezada, La minor
33. Weinlesezeit – fröhliche Zeit! (Timpul culesului), Mi major
34. Thema (Tema), Do major
35. Mignon, Mi-bemol major
36. Lied italienischer Marinari (Cântecul marinarilor italieni), Sol minor
37. Matrosenlied (Cântecul Matrozilor), Sol minor
38. Winterzeit I (Iarna I), Do minor (uneori considerată o singură piesă cu Iarna II)
39. Winterzeit II (Iarna II), Do minor/Do major
40. Kleine Fuga (Mică fugă), La major
41. Nordisches Lied (Cântec nordic), Fa major (dedicat lui Niels Gade; se bazează pe criptograma G-A-D-E)
42. Figurierter Corale (Coral figurat), Fa major
43. Sylvesterlied (Cântec de sfarșit de an), La major